# Армешень (Харгіта)
Армешень, Армешені (рум. Armășeni) — село у повіті Харгіта в Румунії. Входить до складу комуни Чуксинджорджу.
Село розташоване на відстані 213 км на північ від Бухареста, 11 км на схід від М'єркуря-Чука, 82 км на північ від Брашова.

## Населення
За даними перепису населення 2002 року у селі проживали 702 особи, з них 701 особа (99,9%) угорців.
Рідною мовою назвали:
| Мова      | Кількість осіб | Відсоток |
| --------- | -------------- | -------- |
| угорська  | 697            | 99,3%    |
| румунська | 5              | 0,7%     |